# Francisco Gil Castelo Branco
Francisco Gil Castelo Branco (José de Freitas, 1848 — Marselha, 1874) foi diplomata, romancista e contista brasileiro. Foi ainda cônsul-geral do Brasil em Assunção (Paraguai) e Marselha (França), onde morreu em 1874.

## Biografia
Francisco Gil Castelo Branco nasceu em Livramento (localidade de José de Freitas, município brasileiro do estado do Piauí) no ano de 1848. Formado em Letras na França, residiu no Rio de Janeiro, onde foi colaborador de vários periódicos como a Revista Luz, Gazeta Universal e Diário de Notícias. 

## Obras
- A Pérola do Lodo (1874)
- Um Figurino (1874)
- Doutor Julião Alexandre Batista Cabral  (1874)
- Contos a Esmo (1876)
- Os Gansos Sociais (1878)
- Ataliba, o Vaqueiro (1878)
- Pobreza não é Vício (1884)